# Joseph Chalier

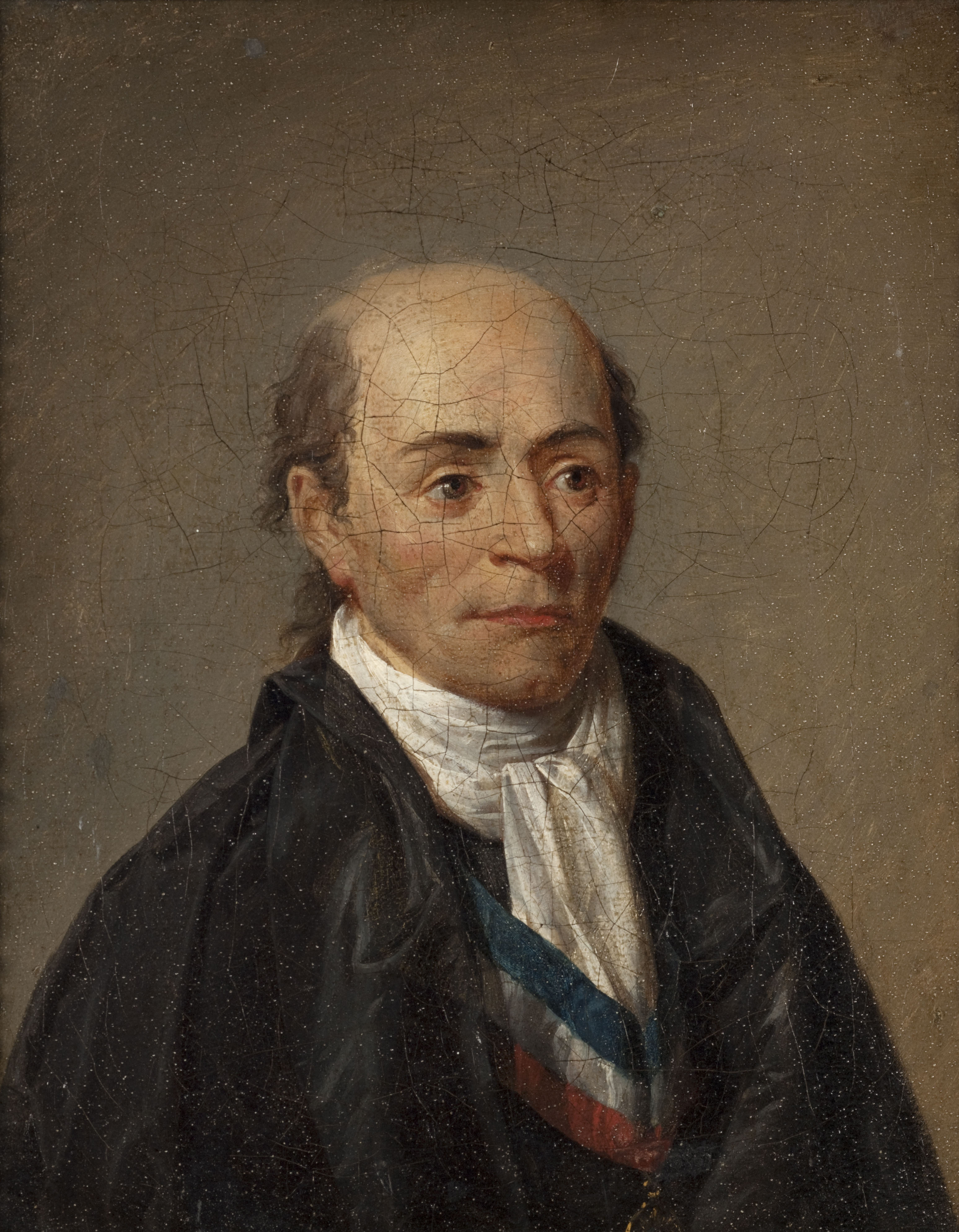
Joseph Chalier

Marie Joseph Chalier (* 1747 in Beaulard, bei Susa im Piemont; † 17. Juli 1793 in Lyon) war ein französischer Jakobiner.

## Leben und Wirken
Chalier stammte aus einer Familie von Juristen und trat zunächst als Novize bei den Dominikanern ein, bevor er Hauslehrer und schließlich Partner einer Anwaltskanzlei wurde und als Handelsreisender für Seide aus Lyon den ganzen Mittelmeerraum bereiste. 1789 war er ein enthusiastischer Anhänger der Revolution, war an der Erstürmung der Bastille am 14. Juli beteiligt, lernte Jean-Paul Marat, Maximilien Robespierre und Camille Desmoulins kennen und machte Anfang 1790 mit pro-revolutionären Zeitschriftenartikeln von sich reden.
Im selben Jahr kehrte er nach Lyon zurück, das schon seit 1786 Brennpunkt sozialer Unruhen gewesen war. In den revolutionären Clubs der Stadt spielte er eine führende Rolle und wurde Mitglied der Stadtverwaltung in der Kommission für Handel und Industrie, danach Richter im Handels-Tribunal.
Im Dezember 1791 wurde Chalier wegen angeblicher Kompetenzüberschreitungen bei Hausdurchsuchungen suspendiert. Vor der Kammer des Départements Rhone et Loire wurde er jedoch von Anschuldigungen freigesprochen. An der Spitze einer linksrevolutionären Bewegung – seine Anhänger nannten sich „Chaliers“ – stellte er soziale Forderungen wie Mindestlohn für die Seidenweber, Abschaffung des privaten Getreidehandels oder Verstaatlichung der Mühlen. Bei den Kommunalwahlen im November wurden zwar viele seiner Anhänger gewählt, Chalier selbst unterlag aber gegen die Girondisten, die das Besitzbürgertum vertraten. Chalier wurde Präsident des Distrikts-Tribunals. Seine kämpferischen Reden im Stil von Marat machten sein Ziel deutlich, auch in Lyon ein sansculottisches Revolutionstribunal einzuführen.
Nachdem der girondistische Bürgermeister Nivière-Chol von einem geheimen Komplott der „Chaliers“ erfahren hatte, löste er die Kommunalvertretung auf und verzeichnete in den folgenden Wahlen am 18. Februar 1793 mit 80 Prozent der Stimmen einen erdrutschartigen Sieg.
Chalier hatte sich durch Pläne zur Steuererhöhung und seine Unfähigkeit, die soziale Lage zu verbessern, in weiten Kreisen unbeliebt gemacht. Trotzdem versuchte er weiter einen eigenen Kandidaten durchzusetzen, ein Revolutionstribunal einzurichten und eine Revolutionsarmee aufzustellen und in Lyon zu stationieren. Das ging den Gemäßigten endgültig zu weit: am 29. Mai 1793 marschierten sie zum Rathaus, verhafteten Chalier und seine Anhänger und ernannten eine provisorische Stadtversammlung. Chalier wurde zum Tode verurteilt und am 17. Juli auf der „Place des Terreaux“ guillotiniert – der unerfahrene Henker versuchte es dabei dreimal mit dem Fallbeil und musste seine Arbeit mit dem Messer vollenden. In Paris wurde Chalier zusammen mit Marat und Lepeletier de Saint-Fargeau zum „Märtyrer der Republik“ ernannt und der Marsch auf Lyon beschlossen.